# Crazy Little Party Girl
«Crazy Little Party Girl» es el segundo sencillo de Aaron Carter, de su álbum homónimo, Aaron Carter.
Mientras fallaba en enlistarse en los Estados Unidos, el sencillo tuvo éxito en países europeos como Reino Unido, y Suecia, llegando al Top 10 en ambos países.

## Canciones
Sencillo en CD
1. «Crazy Little Party Girl» (Main mix) - 3:27
2. «Crazy Little Party Girl» (One Day mix) - 2:54
3. «Crazy Little Party Girl» (Instrumental) - 3:27
4. «Crazy Little Party Girl» entrevista - 5:07

## Posicionamiento
| Lista (1998)             | Posición máxima |
| ------------------------ | --------------- |
| Australian Singles Chart | 20              |
| Dutch Singles Chart      | 23              |
| German Singles Chart     | 13              |
| Sweden Singles Chart     | 7               |
| UK Singles Chart         | 7               |